# Nijō Narinobu
Nijō Narinobu (二条 斉信, né le 10 avril 1788 et mort le 9 juin 1847), fils de Nijō Harutaka, est un noble de cour japonais (kugyō) de l'époque d'Edo (1603-1868). Il épouse une fille de Tokugawa Harutoshi, septième daimyo du domaine de Mito. Le couple a notamment un fils, Nijō Nariyuki.